# Susanne Barklund
Eva Margareta Susanne Barklund, född Eriksson 19 maj 1957 i Helga Trefaldighets församling i Uppsala, är en svensk skådespelare. Hon är mor till dubbaren Annika Barklund.

## Filmografi (i urval)
- 1987 – Goda grannar (TV-serie)
- 1987 – I dag röd (TV-serie)
- 1987 – Lysande landning (TV-serie)
- 1988 – SOS – en segelsällskapsresa
- 1990 – Hemligheten
- 1992 – Kvällspressen (TV-serie)
- 1992 – Första kärleken (TV-serie)
- 1995 – Anmäld försvunnen (TV-serie)
- 1995 – Min sanna jag (TV-serie)
- 1998 – Kvinnan i det låsta rummet (TV-serie)
- 1999 – Insider (TV-serie)
- 1999 – Sjätte dagen (TV-serie)
- 2000 – Stigma
- 2000 – Hur som helst är han jävligt död
- 2000 – Babe - en gris kommer till stan - röst
- 2001 – Mirakelpojken (TV-serie)
- 2001 – En förälskelse
- 2002 – Skeppsholmen (TV-serie)
- 2002 – Harry Potter och de vises sten - röst som Molly Weasley
- 2003 – Tusenbröder (TV-serie)
- 2003 – Harry Potter och Hemligheternas kammare - röst som Molly Weasley
- 2004 – Pappa Jansson (kortfilm)
- 2004 – Harry Potter och fången från Azkaban - röst som Molly Weasley
- 2005 – Styckmordet (Berättelsen om en rättsskandal)
- 2006 – Berättelsen om Narnia: Häxan & Lejonet - röst
- 2007 – Se upp för dårarna
- 2007 – Harry Potter och Fenixorden - röst som Molly Weasley
- 2007 – Beck – Den japanska shungamålningen
- 2007 – Fågelboet (kortfilm)
- 2008 – Oskyldigt dömd (TV-serie)
- 2008 – Sthlm (TV-serie)
- 2011 – Kommissarien och havet
- 2012 – Bitchkram
- 2017 – Mamma Mia! Here We Go Again
- 2019 – Draktränaren 3 - röst som Valka
- 2020 – Du gamla du fria (kortfilm)
- 2023 – Syndabocken

## Teater

### Roller (ej komplett)
| År   | Roll         | Produktion                                           | Regi          | Teater             |
| ---- | ------------ | ---------------------------------------------------- | ------------- | ------------------ |
| 2015 | Baronessan   | Sound of Music                                       | Jerker Swande | Gasklockan i Gävle |
| 2012 | Marie Dindon | La cage aux folles Jerry Herman och Harvey Fierstein | Peter Dalle   | Oscarsteatern      |

### Fotnoter
1. ↑  Sveriges befolkning
2000:
Barklund, Eva Margareta Susanne
(1957-05-19)
Försäkringskassan, uttag avseende 20001231 (2014)
2. ↑  ”Susanne Barklund”. Svensk Filmdatabas. http://www.sfi.se/sv/svensk-filmdatabas/Item/?type=PERSON&itemid=170569&ref=%2ftemplates%2fSwedishFilmSearchResult.aspx%3fid%3d1225%26epslanguage%3dsv%26searchword%3dSusanne+Barklund%26type%3dPerson%26match%3dBegin%26page%3d1%26prom%3dFalse. Läst 27 september 2012.
3. ↑  ”Skådespelare med rötterna i Gideå”. allehanda.se. 26 december 2003. https://www.allehanda.se/artikel/skadespelare-med-rotterna-i-gidea. Läst 5 september 2019.
4. ↑  ”La cage aux folles”. Chinateatern. Arkiverad från originalet den 23 september 2015. https://web.archive.org/web/20150923202854/http://www.chinateatern.se/show/la-cage-aux-folles/. Läst 3 september 2015.